# Víctor África Bolangero
Víctor África y Bolangero, escritor español del siglo XIX. Conocido, sobre todo, por su segundo apellido de Bolangero.
Casi nada se sabe sobre su vida, ni siquiera sus fechas de nacimiento y óbito. Es citado por otra novelista contemporánea, María del Pilar Sinués, en su recopilación Amor y llanto, de 1857.

## Obras
Escribió varias novelas históricas: 
- Fernando IV de Castilla o Dos muertes a un tiempo, novela histórica del siglo XIV.[2][3][4]
- Alonso el Onceno, o quince años después, continuación de la anterior.[5]
- Los amores de Doña Leonor de Guzmán (reinado de Alonso Onceno), novela histórica original.[6]
- D. Pedro I de Castilla o El grito de venganza, [continuada con la historia de] Don Enrique II.[7]